# Солёное (озеро, Марьевский сельсовет)
Солёное или Борисово (укр. Солоне, крымскотат. Tuzlu, Тузлу) — пересыхающее солёное озеро на юге Керченского полуострова на территории Ленинского района (Марьевский сельсовет). Площадь — 0,7 км², 0,72 км². Тип общей минерализации — солёное. Происхождение — континентальное. Группа гидрологического режима — бессточное.

## География
Входит в Керченскую группу озёр (Коли Керченского полуострова). Длина — 1,7 км. Ширина макс — 0,9 км. Площадь водосбора — 7,5 км². Длина береговой линии — 4,2 км. Ближайшие населённые пункты — сёла Марьевка и Вязниково, расположенный севернее озера.
Солёное озеро расположено вдали от побережья Чёрного моря. Озёрная котловина водоёма неправильной формы вытянутая с запада на восток. Берега пологие. Озеро пересыхает в летний период. Реки не впадают, на северо-западе озера впадает несколько небольших сухоречий. Южнее озера проходит грунтовая (полевая) дорога.
Озеро зарастает водной растительностью преимущественно на опреснённых участках — в устьях впадающих балок, в зоне выходов подземных вод. Тут интенсивно развиваются различные водоросли, вплоть до цветения воды.
Среднегодовое количество осадков — 400—450 мм. Питание: преимущественно поверхностные (воды от снеготаяния и ливней) и от части подземные воды Причерноморского артезианского бассейна.